# Виридос
Виридиос (Viridios, Viridius) је био деификовани дух зеленила и обиља код старих Келта.
Поштован је у Уједињеном Краљевству у доба Римљана, а пронађено је и неколико записа о њему на олтарским плочама, између осталог и у археолошком налазишту Анкастер у Линконширу. Један од њих гласи:

Богу Виридосу, Теренције подиже овај лук, од сопствене имовине